# Giorni della merla
I giorni della merla sono gli ultimi tre giorni di gennaio (29, 30 e 31) e secondo la tradizione sarebbero i tre giorni più freddi dell'anno..
La merla annuncerebbe l'arrivo della primavera in anticipo o in ritardo a seconda dell'attesa che essa lascia in quei tre giorni detti appunto giorni della merla, a seconda che questi siano miti o veramente freddi: se le temperature sono miti, allora significa che l'inverno durerà ancora a lungo; se invece farà molto freddo, l'inverno finirà presto e la primavera non tarderà ad arrivare.

## Origine e leggende
Esistono varie e differenti leggende che fanno parte del folclore d'Italia, e hanno le loro radici nel mito di Demetra e Persefone. I “giorni della merla” sono il 29, 30 e 31 gennaio, tre giorni in cui gennaio o l'inverno, rappresentati nella cultura rinascimentale dalla figura dell'Appennino o vecchio, scatena la sua ira contro la merla con pioggia, nevicate e vento gelido.
Paragonando leggende antiche e calendari di altri tempi con le leggende dei "giorni della merla" e "giorni della vecchia" si può notare che i giorni corrispondono rispettivamente al 29, 30 e 31 gennaio e al 29, 30 e 31 marzo. Una spiegazione logica sta nella confusione che può portare il mese odierno di gennaio col mese del calendario di Romolo, dove il mese di Martius (31 giorni) secondo William Warde Fowler corrisponderebbe non all'odierno mese di marzo ma a quello di gennaio (Ianuarius secondo i calendari di Macrobio, Plutarco e Ovidio) poiché secondo i latini l'anno cominciava a Martius.
L'origine della locuzione "giorni della merla" non è ben chiara. Ad esempio Sebastiano Pauli pubblica nel 1740 due ipotesi:

### Leggende greche e romane
Il mito di Demetra e Persefone (per i romani Cerere e Proserpina), insieme ai "giorni della merla" e al mito del ratto delle Sabine, possono essere visti uno collegato all'altro attraverso analogie.
Il primo mese dell'anno secondo il calendario di Romolo era Martius (31 giorni), cioè il mese dedicato a Marte. Marte era considerato il padre dei romani, perché secondo la leggenda si invaghì della vestale Rea Silvia mettendola incinta e procreando Romolo e Remo. Romolo avrebbe poi fondato Roma. Secondo la tradizione, Romolo, dopo aver fondato Roma, si rivolse alle popolazioni vicine per stringere alleanze e ottenere donne con cui procreare e popolare la nuova città. Al rifiuto dei vicini rispose con l'inganno e organizzò un grande spettacolo per attirare gli abitanti della regione e rapire le loro donne. Da questo rapimento, detto "ratto delle Sabine" (753 a.C.), sarebbe poi sbocciata la popolazione romana.
Analogamente Ade si invaghì di Persefone (o Proserpina) e la rapì, portandola via dalla madre Demetra (o Cerere) che per la tristezza portò autunno e inverno (la carestia) agli uomini e la primavera quando rivedeva la figlia tornare dal regno degli inferi o Ade (anche detto Averno oppure Orco). Purtroppo Ade costrinse Persefone a mangiare dei chicchi di melagrana e poiché una eterna legge del destino stabiliva che chi avesse mangiato nella casa del marito alcuni chicchi di questo frutto presto avrebbe fatto ritorno, Persefone era costretta a tornare nel regno di Ade. Poi Zeus (o Giove) stabilì che Persefone avrebbe vissuto mezzo anno con la madre e mezzo anno con il marito.
Anche se sembrano leggende diverse, poiché Ade non si fa corrispondere a Marte, parlano entrambe di una fioritura e germogliare di un popolo romano e l'arrivo della primavera. Inoltre, va ricordato che il mese di Martius corrisponderebbe proprio al mese di gennaio (Ianuarius, secondo i calendari di Macrobio e Plutarco e anche secondo Ovidio comparati con le ipotesi di William Warde Fowler), cioè il mese in cui si parla della merla, un uccello. Gli uccelli erano messaggeri degli dei. Infatti, a tal proposito esisteva l'àugure, un sacerdote dell'antica Roma che aveva il compito di interpretare la volontà degli dèi osservando il volo degli uccelli, a partire dalla loro tipologia, dalla direzione del loro volo, dal fatto che volassero da soli o in gruppo e dal tipo di versi che emettevano. Secondo gli antichi sacerdoti degli uccelli, la merla poteva dare indicazioni sull'avvento della primavera.
Secondo le tradizioni, questo ordine sacerdotale sarebbe stato creato proprio da Romolo (il rapitore delle sabine), che avrebbe scelto i primi tre sacerdoti, nominandone uno per ogni tribù di Roma.
Un'altra non casuale coincidenza sarebbe che i romani cominciarono ad utilizzare la centuriazione dei campi da coltivare in relazione alla fondazione di nuove colonie proprio nell'ager sabinus. Quindi dedicando il territorio della Sabina alla coltivazione e di fatto alla dea Cerere (o Demetra).

### La merla messaggera di Persefone
La leggenda che ha più coerenza e risconti con le culture latina e greca, dalla quale deriva quella italiana, è quella che vede la merla messaggera di Persefone annunciatrice dell'arrivo della primavera. Secondo questa leggenda, Persefone preannuncerebbe la sua visita alla madre Demetra (o Cerere) dal regno dell'Ade attraverso un uccello messaggero, la merla. Infatti, gli uccelli erano visti dagli antichi come messaggeri degli dei. 
A seconda dei giorni e del clima in cui questa merla faceva la sua comparsa (i latini usavano un calendario romano e quindi i giorni non corrispondono esattamente al calendario odierno) Persefone andrebbe in visita alla madre Demetra, così quest'ultima farebbe arrivare la primavera anticipatamente o in ritardo.
Se nei giorni in cui la merla usciva dal nido le temperature erano miti, significava che l'inverno sarebbe durato a lungo, perché Persefone sarebbe arrivata dopo; se invece faceva veramente molto freddo, l'inverno sarebbe finito presto e la primavera non avrebbe tardato ad arrivare perché Demetra avrebbe rivisto presto la figlia. 
Una tradizione popolare mantiene la funzione perdendo la sua caratterizzazione e i connotati del paganesimo: i "giorni della merla" sono indicati per le previsioni del tempo a lungo termine. Se infatti in quei tre giorni le temperature sono miti, allora significa che l'inverno durerà ancora a lungo; se invece farà molto freddo, allora l'inverno sta per finire e la primavera non tarderà ad arrivare Questa parte del mito di Demetra e Persefone è poco conosciuta, in quanto le versioni successive sono state tramandate in maniera scarna, perdendo informazioni anche a causa del passaggio tra paganesimo e cristianesimo e la modifica ai calendari. Con la cultura cristiana i contadini hanno dimenticato le radici della leggenda, omettendo informazioni.

### La merla nel comignolo

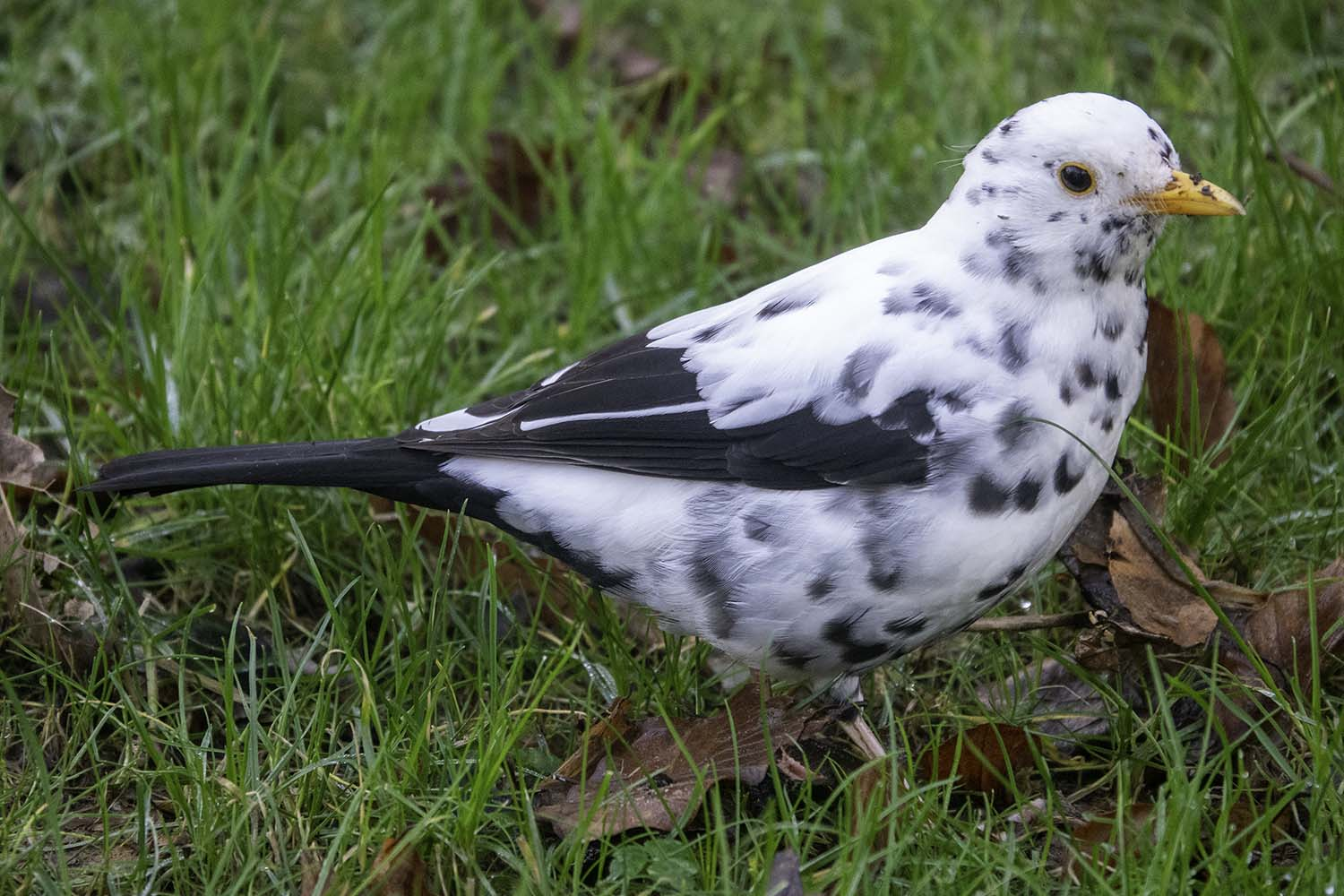
Merlo affetto da leucismo

Una leggenda narra di una merla e dei suoi piccoli che alla fine di gennaio trovarono rifugio in un comignolo, da cui uscirono dopo tre giorni di colore grigio o bruno-nerastro per via della cenere. Da quel giorno tutti i merli furono neri. 
Questa leggenda cerca di motivare la differente colorazione delle piume (il forte dimorfismo sessuale) tra esemplari maschi e femmine. Infatti, il merlo (Turdus merula, Linnaeus) maschio ha una livrea completamente nera e il becco giallo, mentre la femmina è bruno-nerastra (becco incluso). 

### Le ire di Gennaio

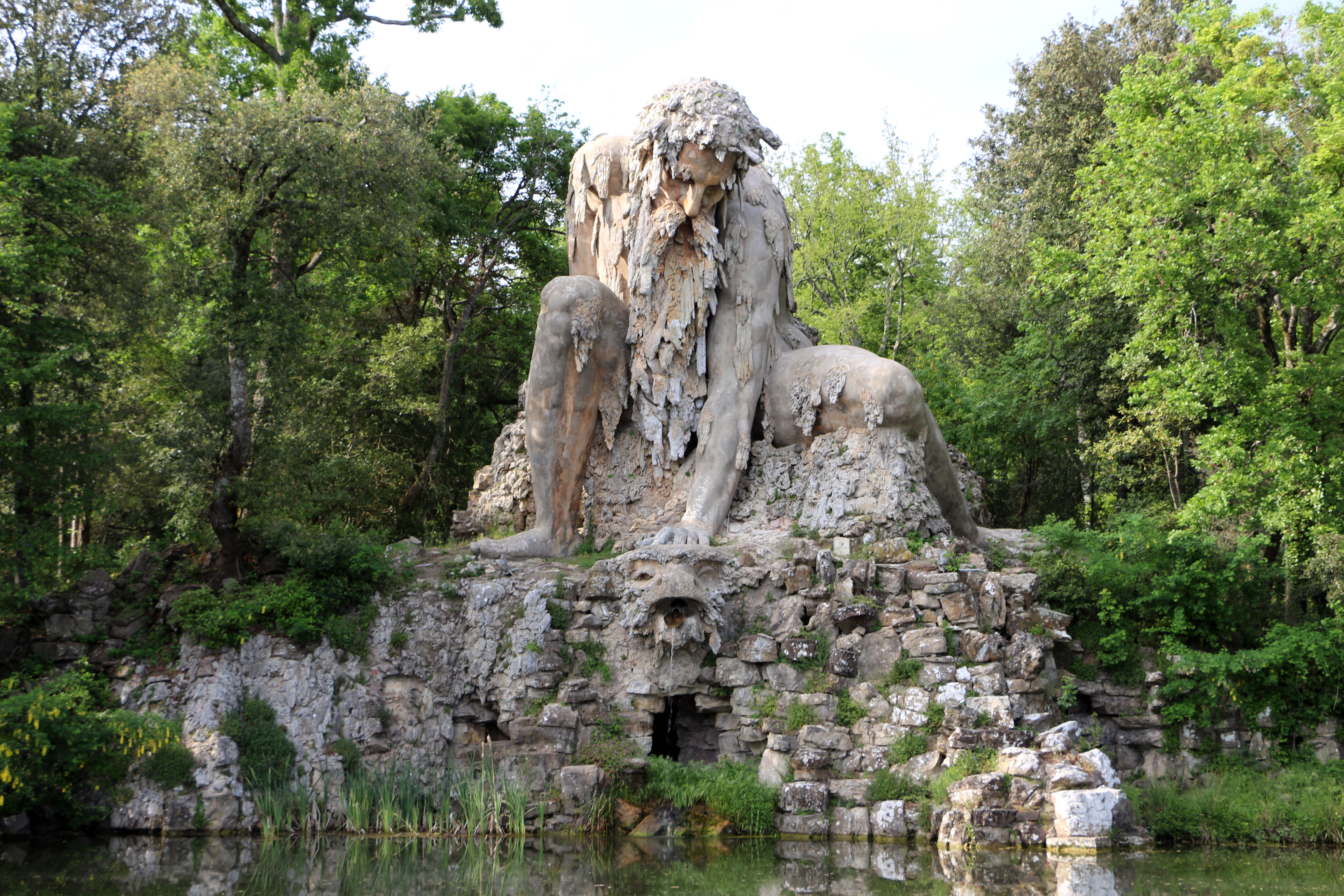
Colosso dell'Appennino a Pratolino, detto anche Gennaio o Inverno, del Giambologna

Un'altra versione racconta dei dispetti che il mese di Gennaio faceva ad una merla con uno splendido candido piumaggio, scatenando piogge. Il mese di gennaio era inizialmente di 28 giorni, per questo la merla per non patire il freddo del mese che le faceva i dispetti, decise di fare scorta di provviste e non lasciare il nido per quei giorni. 
Così gennaio prolungò la sua durata di altre tre giorni (29, 30 e 31), i giorni "della merla", per riuscire a scatenare la sua ira contro la merla con pioggia, neve e venti gelidi per far crollare le temperature. Quindi la merla cercò rifugio in un comignolo per tre giorni. 
Alla fine della tempesta le sue piume avevano virato di colore, la merla era diventata bruno-nerastra o nera a causa della cenere.

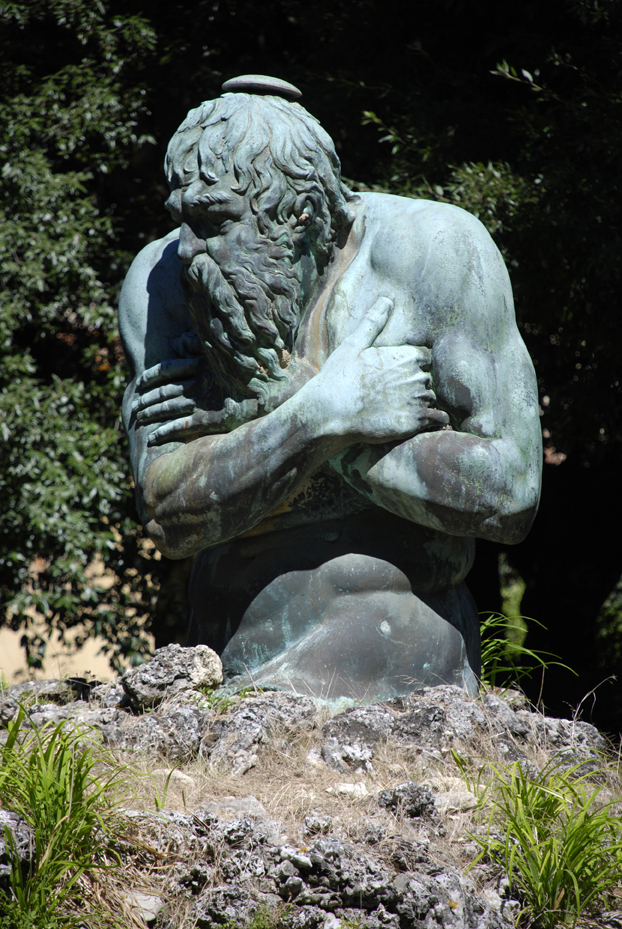
Appennino oppure Gennaio o Inverno nella villa di Castello, opera di Bartolomeo Ammannati

Secondo una versione più elaborata della leggenda, una merla, era regolarmente strapazzata da gennaio, mese freddo e ombroso, che si divertiva ad aspettare che lei uscisse dal nido in cerca di cibo, per gettare sulla terra freddo e gelo. Stanca delle continue persecuzioni, la merla un anno decise di fare provviste sufficienti per un mese, e si rinchiuse nella sua tana, al riparo, per tutto il mese di gennaio, che allora aveva solo ventotto giorni. L'ultimo giorno del mese, la merla, pensando di aver ingannato il cattivo gennaio, uscì dal nascondiglio e si mise a cantare per sbeffeggiarlo. Gennaio se ne risentì così tanto che chiese in prestito tre giorni a febbraio e si scatenò con bufere di neve, vento, gelo, pioggia. La merla si rifugiò alla chetichella in un camino e lì restò al riparo per tre giorni. Quando la merla uscì, era sì salva, ma il suo bel piumaggio si era annerito a causa della fuliggine del camino, e così essa rimase per sempre con le piume nere.

## Tradizioni locali

### Lodi
I giorni della merla a Lodi vengono festeggiati da cori che, posti sulle rive opposte dell'Adda, si "chiamano" e si "rispondono", e la strofa iniziale di questo "botta e risposta" dice:
la canzone dedicata è La Merla, registrata dal gruppo dei Baraban.

### I canti della merla nel Cremonese
Anche in provincia di Cremona è tradizione riproporre i canti popolari della merla negli omonimi giorni per rivivere l'antica atmosfera contadina. In particolare in molti comuni si usa riunirsi dinnanzi a un grande falò o sul sagrato di una chiesa o in riva al fiume, a seconda della tradizione, per intonare insieme al coro abbigliato con abiti contadini (le donne con gonna e scialle, gli uomini con tabarro e cappello) e degustare vino e cibi tradizionali. I testi delle canzoni differiscono leggermente da un paese all'altro, ma mantengono come denominatore comune i temi dell'inverno e dell'amore. Solitamente il coro gioca con la parte maschile e quella femminile, intonando simpatici battibecchi come nel canto rappresentato a Stagno Lombardo. I giorni della Merla in provincia di Cremona sono il 30, 31 gennaio e 1º febbraio.
La leggenda infatti cita che ci fu un gennaio particolarmente mite e in quegli anni i merli erano di colore bianco. Infatti sbeffeggiavano gennaio per il fatto che l'inverno stesse finendo senza che ci fosse stato un gran gelo. Ciò fece arrabbiare gennaio che pur essendo verso la fine del mese, si vendicò facendo arrivare un freddo polare... da qui il detto Duù t'i dò, öön t'el prumetarò se nigra ta set bianca ta farö, cioè «Due te li do e uno te lo prometterò se nera sei bianca ti farò», per il fatto che anche febbraio ci mise del suo. Per il gran freddo i merli, allora bianchi, si dovettero rifugiare all'interno dei comignoli, diventando tutti neri.

### Nel Friuli e in Trentino
Un tempo i contadini del Friuli e in Trentino osservavano le condizioni meteorologiche dei tre giorni della merla e, sulla base di esse, facevano le previsioni sul tempo dei mesi di gennaio, febbraio e marzo. Se il 29 era molto freddo e soleggiato anche l'ormai passato gennaio, era stato per la maggior parte dei giorni freddo ma soleggiato, mentre se il 30 era piovoso e più mite, anche la maggior parte del mese di febbraio sarà piovoso e le temperature saranno più miti.

### In Romagna
In Romagna si racconta di una merla bianca che aveva atteso tutto l'inverno al caldo del suo nido fin quando, gli ultimi tre giorni di gennaio, un bel sole si alzava nel cielo. La merla, convinta che fosse arrivata la primavera, uscì dal suo nido ma fu accolta da un freddo glaciale (una variante della leggenda dice che gennaio, per dispetto, fece in modo che diventasse così freddo) talmente intenso che la merla, per non morire, fu costretta a ripararsi all'interno di un camino fumante. La merla si salvò ma rimase per sempre nera, ed ecco perché i merli oggi sono neri.

### Racconto maremmano
Nei dintorni di Santa Fiora si tramanda per via orale la storia di due merli, una femmina e un maschio, di colore originariamente bianco, che, durante un periodo tempestoso e freddo (diaccio marmato) a fine gennaio, trovarono rifugio dentro il comignolo di una casa e vi rimasero per tre giorni, finché non cessò di cadere la neve e tornò a splendere il sole; a quel punto, uscendo sul tetto, i due uccelli si accorsero che le loro penne erano diventate tutte nere per la fuliggine, in modo indelebile.
Così, da quel giorno, i merli nascono con le piume nere.